# Prix Joseph-Armand-Bombardier
Pour un article plus général, voir Association francophone pour le savoir.
 (août 2017).
Si vous disposez d'ouvrages ou d'articles de référence ou si vous connaissez des sites web de qualité traitant du thème abordé ici, merci de compléter l'article en donnant les références utiles à sa vérifiabilité et en les liant à la section « Notes et références ».
Le Prix Joseph-Armand-Bombardier était une distinction québécoise créé en 1980 et nommé en l'honneur de Joseph-Armand Bombardier,  inventeur québécois et fondateur de la compagnie Bombardier. 
Décerné par l'Acfas, le prix avait pour but de reconnaître des travaux de recherche ayant contribué à une innovation technologique. Cette contribution pouvait être le développement d'un nouveau produit ou d'un processus ayant des avantages nettement concurrentiels ou l'amélioration significative d'un produit existant. La commercialisation de l'innovation devait avoir été réussie ou devait présenter un potentiel prometteur. Le prix était remis soit à une personne, soit à une équipe. 
L'Acfas a cessé de remettre le prix en 2010.

## Lauréats
- 1980 : Jacques Beaulieu
- 1981 : Michel Bertrand
- 1981 : Robert Guardo
- 1982 : Marcel Riendeau
- 1983 : Guy Bélanger
- 1984 : Fernand Claisse
- 1985 : Jean-Marc Lalancette
- 1986 : Gilles Y. Delisle
- 1987 : Marcel Gagnon
- 1988 : Luc Jobin
- 1989 : Jean-Marc Rousseau
- 1990 : Ghyslain Dubé
- 1991 : Matthew Lenning
- 1992 : Serge Gracovetsky
- 1993 : Pierre-Claude Aïtcin
- 1994 : John H. T. Luong
- 1995 : Roman Baldur
- 1996 : Michel Deblois
- 1996 : Gérard Marc-Aurèle
- 1997 : Jacques Desrosiers
- 1997 : François Soumis
- 1998 : Avi Friedman
- 1999 : Louis Cartilier
- 1999 : Yves Dumoulin
- 1999 : Vincent Lenaerts
- 1999 : Mircea Alexandru Mateescu
- 2000 : François Gonthier
- 2001 : Germain Lamonde
- 2002 : non remis
- 2003 : Maher Boulos
- 2005 : Mohamad Sawan
- 2006 : Allen R. Huang et Robyn Tamblyn
- 2007 : Jean Caron
- 2008 : non remis
- 2009 : Roger Lecomte
- 2010 : Gregory L. Dudek